# Jang Hyun-seung
Jang Hyun-seung (hangul: 장현승; hanja: 張賢勝; nascido em 3 de setembro de 1989), mais frequentemente creditado apenas como Hyunseung (hangul: 현승), é um cantor sul-coreano agenciado pela Cube Entertainment. Ele é popularmente conhecido por ter sido integrante do grupo B2ST (atual Highlight). Em dezembro de 2011, estreou como membro do duo Trouble Maker com sua companheira de empresa, HyunA.
Hyunseung realizou sua estreia como solista em 8 de maio de 2015 com o lançamento do EP My. Pouco menos de um ano depois, em abril, foi anunciada sua saída do B2ST.

## Família e vida pessoal
Jang Hyun-Seung foi criado em Seul, na Coreia do Sul. Ele tem uma irmã mais nova chamada Geurim e um irmão mais novo chamado Kim Jong-hyun. Seu pai morreu no início da manhã de 20 de setembro de 2012 depois de um súbito ataque cardíaco. Ele já apareceu no mesmo episódio com Hyunseung talk show da KBS Win Win, no início de 2012 com os pais dos outros membros do Beast.
Hyunseung está atualmente na Universidade Dongshin, juntamente com quatro outros membros do Beast. Está se formando em Música Aplicada. Ele é apelidado de "4D Prince".

## Predebut
Em 2004, com quinze anos, Hyun-seung participou de audições para a YG Entertainment. Foi eliminado na segunda rodada, mas Yang Hyun Suk, depois de ver sua frustração de ser eliminado o contratou como estagiário.
Para 1 ano e 4 meses, Hyun-seung foi um estagiário para a mais recente boy band da YG, Big Bang. Durante este tempo, ele usou o nome artístico So-1, um homônimo para a palavra coreana desejo. Ganhou a atenção da mídia quando apareceu no predebut do grupo Big Bang Documentary, juntamente com os membros G-Dragon, T.O.P, Taeyang, Daesung e Seungri. Ele apareceu em 10 dos 11 episódios, mas foi cortado do grupo em uma rodada eliminatória final com Seungri. Yang Hyun-suk sentiu que a expressividade e presença de palco de Hyun-seung foram subdesenvolvidos na época. Seu colega de Beast Yoon Doo-joon decidiu tornar-se um cantor depois de assistir ao documentário do Big Bang com Hyun-seung. Hyunseung refere-se a sua experiência na YG muito importante para o seu desenvolvimento como artista.
Hyun-seung mais tarde conheceu o seu futuro companheiro de banda Yang Yo-seob enquanto estavam trabalhando como dançarinos para um time show de performance. Yo-seob convenceu Hyun-seung a entrar para a Cube Entertainment, levando ele para estrear com Beast.

## Carreira

### Beast
O grupo lançou um álbum em coreano, seis mini-álbuns em coreano e vários singles. Em dezembro de 2010, Hyun-seung uniu-se com seu colega Lee Gi-kwang em uma subunidade para escrever e compor uma música como parte do álbum digital da banda, My Story. Hyunseung é um dos vocalistas (juntamente com Yang Yoseob e Lee Gikwang) e também é dançarino líder do grupo.

### Trouble Maker
Em dezembro de 2011, Hyun-seung formou uma sub-unidade com sua companheira de gravadora HyunA do 4Minute chamada Trouble Maker. Hyuna havia lançado anteriormente dois singles, mas ambos descritos a sub-unidade, como algo diferente de qualquer dos respectivos grupos. A sub-unidade foi oficialmente anunciada como "JS&Hyuna", que Hyun-seung revelou em seu Twitter incluiu o seu novo nome artístico para a subunidade, Jay Stomp.
Trouble Maker estreou com o seu mini-álbum auto-intitulado. Em 25 de novembro de 2011, a unidade começou a revelar fotos teaser para o álbum, revelando um conceito de festa privada. A dupla também fez uma performance teaser no 2011 Mnet Asian Music Awards. O álbum incluí o single "Trouble Maker", bem como a balada "The Words I Don't Want to Hear". O MV de "Trouble Maker" foi lançado em 1 de dezembro.
Performances ao vivo da dupla de "Trouble Maker" em shows semanais de música foram criticados pela mídia coreana para sua coreografia sexualmente sugestiva. Em resposta, a Cube Entertainment alterou a coreografia para o resto do período de promoção de "Trouble Maker". A dupla também cantou "Trouble Maker" nos concertos United Cube em Londres e no Brasil em dezembro de 2011. Trouble Maker ganhou a tríplice coroa no M! Countdown pela canção "Trouble Maker".

### Carreira musical
Hyunseung fez sua estreia como ator em 'Mozart!', um musical. Ele atuou como o personagem principal desde o final de julho de 2012 ao início de agosto de 2012, no Sejong Center.

## Discografia

### EPs
| 2011                                                                                     | Trouble Maker - Colaboração com: HyunA - Lançamento: 1 de dezembro de 2011 - Gravadora: Cube Entertainment - Formatos: CD, Download digital | 2 | 36,000+ |
| 2013                                                                                     | Chemistry - Colaboração com: HyunA - Lançamento: 28 de outubro de 2013 - Gravadora: Cube Entertainment - Formaost: CD, Download digital     | 2 | TBA     |
| "—" indica lançamentos que não figuraram nas paradas ou não foram lançados nessa região. | |   |         |

### Colaborações e trilhas sonoras
| Ano  | Canção                              | Álbum                          | Duração | Artista                        |
| ---- | ----------------------------------- | ------------------------------ | ------- | ------------------------------ |
| 2011 | Loving U                            | 몽땅 내 사랑 (All My Love) OST | 03:55   | Com Yoon Doojoon e Yang Yoseob |
| 2012 | 나는 나는 음악” (“I Am, I’m Music”) | Mozart! OST                    | 03:17   | Solo                           |
| 2013 | “일년전에” (“One Year Ago”)         | 'A Cube' for Season # White    | 03:55   | Com Jung Eun-ji e Kim Namjoo   |

## Prêmios e indicações
| Ano  | Prêmio                       | Categoria                                   | Trabalho nomeado | Resultado |
| ---- | ---------------------------- | ------------------------------------------- | ---------------- | --------- |
| 2012 | Mnet 20's Choice Awards      | Hot Performance Star com Hyuna              | "Trouble Maker"  | Venceu    |
| 2012 | 14th Mnet Asian Music Awards | Melhor Performance de Colaboração com Hyuna | "Trouble Maker"  | Venceu    |
| 2012 | 4th Melon Music Awards       | Canção do Ano                               | "Trouble Maker"  | Indicado  |
| 2012 | 4th Melon Music Awards       | Melhor Artista Global                       | "Trouble Maker"  | Indicado  |
| 2012 | 4th Melon Music Awards       | Melhor Vídeo Musical                        | "Trouble Maker"  | Indicado  |
| 2012 | 4th Melon Music Awards       | Hot Trend Song                              | "Trouble Maker"  | Venceu    |
| 2013 | Golden Disk Awards           | Digital Music Award                         | "Trouble Maker"  | Indicado  |
| 2013 | Golden Disk Awards           | MSN International Award                     | "Trouble Maker"  | Indicado  |
| 2013 | Golden Disk Awards           | Melhor Performance de Dança                 | "Trouble Maker"  | Venceu    |